# 聖羅倫索戰役
聖羅倫索戰役發生於1863年5月8日，是法國武裝干涉墨西哥期間的一場戰役，墨西哥軍隊在這場戰役中志在解除法軍對普埃布拉的圍困。